# Grote of Sint-Clemenskerk
De Grote of Sint-Clemenskerk is een protestantse kerk in de Nederlandse stad Steenwijk, de hoofdplaats van de gemeente Steenwijkerland. Voor de Reformatie was de kerk gewijd aan paus Clemens I.
Omstreeks 900 stond er op de plaats van de Grote of Sint-Clemenskerk al een houten kerkgebouw, later gevolgd door verschillende romaanse tufstenen en bakstenen kerkgebouwen.
De kerk werd een aantal keren vergroot. In 1409 werd het koor gebouwd. In de vloer bevindt zich nog een aantal grafzerken.
De Beeldenstorm woedde ook in Steenwijk; een groot deel van de versieringen van de Sint-Clemenskerk werd toen vernield.
De kerk is in de periode van 1974-1981 grondig gerestaureerd. Ook de gewelfschilderingen werden opnieuw aangebracht. De oudste schilderingen dateren uit 1633. Tijdens de restauratie werd een aantal fundamenten ontdekt, onder andere die van een oudere toren uit omstreeks 1200.
Het orgel dateert uit 1860 en is gebouwd door Petrus van Oeckelen uit Haren.

## Toren
De toren van de Grote of Sint-Clemenskerk (Steenwiekertoorn) heeft een hoogte van 86 meter en is het oudste bouwwerk van Steenwijk, gebouwd in de 15e eeuw. De spits is er in 1914 opgekomen, nadat de toren in 1907 in gebruik werd genomen als watertoren van Steenwijk. De toren had in 1558 bij een zware storm zijn spits verloren en was boven op de kerk gevallen.